# 7B busz (Sopron)
A soproni 7B jelzésű autóbusz a Jereván lakótelepről indulva, a Virágvölgy, az Aranyhegyi lakópark és a Várkerület érintésével, körjáratként közlekedik.

## Az Aranyhegyi lakópark autóbuszjáratai
2023. december 10-től jelentősen átalakult az Aranyhegyi lakópark buszközlekedése. A korábbi közlekedési rend megszűnt, helyette új körjáratok közlekednek, amelyek már a Várkerületet is érintik, így közvetlen kapcsolat jött létre a belváros és Aranyhegy, Virágvölgy illetve a Híd utca között. A fejlesztéssel továbbá Virágvölgy városrész már hétvégén is elérhetővé vált tömegközlekedéssel.
 A 27, 27A, 27B és 27T jelzésű buszok a lakópark felé érintik a Várkerületet, visszafelé a Bécsi úton közlekednek, míg a 7, 7A, 7B és 7T jelzésű buszok pedig fordítva, odafelé a Bécsi úton, visszafelé pedig a Várkerületen haladnak. Valamennyi autóbusz az Erzsébet Kórház érintésével közlekedik, kiváltva ezzel a korábbi 20-as járatot.
 A 27A jelzésű busz csak a Boldogasszonyi utcáig közlekedik, majd onnan új számjellel (27A→7A) tér vissza a Jereván lakótelepre, tehát mindkét irányban a Várkerületen át halad. A "B" jelzéssel ellátott járatok Virágvölgyet is feltárják, a "T" jelzéssel ellátott járatok pedig a Kurucdomb és a Thököly tér érintésével közlekednek.
 A 17-es busz a Jereván lakótelepről indulva a Bécsi úton át, az Aranyhegyi lakópark érintésével, körjáratként közlekedik. Ez a járat 2024. augusztus 31-ig a Virágvölgy érintésével közlekedett.
 A 27Y jelzésű busz a Boldogasszonyi utcától indul, majd a Híd utca, Csengery utca után a 11-es busz vonalán haladva a Jereván lakótelepig jár munkanapokon reggel.
 Menetrend szerint 2024. május 1-jétől, az építési munkálatok miatt ténylegesen csak június 7-től Virágvölgy városrészben tovább fejlődött a buszközlekedés, a térséget érintő járatok a Tercia Hubertus étteremtől továbbhaladva az újonnan létesített Csőszház dűlő megállóhelyen is megállnak.

## Útvonal
| Jereván lakótelep → Virágvölgy → Aranyhegyi lakópark → Várkerület → Jereván lakótelep |
| --- |
| Jereván lakótelep végállomás – IV. László király utca – Juharfa út – Teleki Pál út – Lackner Kristóf utca – Patak utca – Bécsi út – Virágvölgyi út – Hubertusz utca – Virágvölgyi út – Stornó Ferenc utca – Kőrösi Csoma Sándor utca – Rákosi út – Tómalom utca – Boldogasszonyi utca – Tómalom utca – Ív utca – Tárcy-Hormoch Antal utca – Faller Jenő utca – Verő József utca – Kőrösi Csoma Sándor utca – Híd utca – Fapiac utca – Kőfaragó tér – Magyar utca – Győri út – Csengery utca – Erzsébet utca – Állomás utca – Mátyás király utca – Széchenyi tér – Várkerület – Lackner Kristóf utca – Teleki Pál út – IV. László király utca – Jereván lakótelep végállomás |

## Megállóhelyek
| Távolság (km) | Idő (perc) | Megállóhely neve                       | Átszállási lehetőségek | Fontosabb nevezetességek, helyek, áruházak és intézmények a közelben |
| ------------- | ---------- | -------------------------------------- | --- | --- |
| 0             | 0          | Jereván lakótelep                      | 1, 2, 3Y, 5, 5A, 5Y, 7, 7T, 10, 10B, 10Y, 11, 11B, 11Y, 12, 12B, 13, 17, 27, 27A, 27B, 27T                                                                                      | Helyi buszvégállomás |
| 0,3           | 1          | Juharfa út 16.                         | 1, 2, 5Y, 7, 7T, 11Y, 12, 12B, 13, 13B, 17, 27, 27B, 27T | |
| 0,7           | 2          | Teleki Pál út 2.                       | 1, 2, 3Y, 5, 5A, 5B, 5Y, 7, 7A, 7T, 10, 10B, 10Y, 11Y, 12, 12B, 13, 13B, 17, 27, 27A, 27B, 27T                                                                                  | McDonald’s étterem Sopron Pláza Káposztás utcai Stadion Ibolya-tó |
| 1,5           | 3          | Lackner Kristóf utca, autóbusz-állomás | 1, 2, 3, 3Y, 4, 5, 5A, 5B, 5T, 5Y, 7, 7A, 7T, 8, 10, 10B, 10Y, 11Y, 12, 12B, 13, 13B, 14, 14B, 15, 15A, 17, 21, 27, 27A, 27B, 27T, 32, 33 Helyközi és távolsági autóbuszjáratok | Soproni autóbusz-állomás Soproni Rendőrkapitányság Káposztás utcai Stadion INTERSPAR áruház Vásárcsarnok                                                                                        |
| 1,8           | 5          | Bécsi út                               | 5Y, 7, 7T, 15, 15A, 17, 27, 27B, 27T | |
| 2,4           | 7          | Virágvölgy, Tercia Hubertus étterem    | 15, 15A, 27B | Soproni bobpálya Bécsi-domb Interaktív tanösvény |
| 3,4           | 9          | Csőszház dűlő                          | 15, 15A, 27B | |
| 4,4           | 10         | Virágvölgy, Tercia Hubertus étterem    | 15, 15A, 27B | Soproni bobpálya Bécsi-domb Interaktív tanösvény |
| 5,6           | 11         | Kőrösi Csoma Sándor utca (temető)      | 5Y, 7, 7T, 17, 27, 27A, 27B, 27T | Szent Mihály temető Szent Mihály-templom Izraelita temető |
| 6,1           | 13         | Rákosi út, Ív utca                     | 7, 7A, 7T, 15, 17, 27, 27A, 27B, 27T, 27Y | |
| 6,5           | 14         | Boldogasszonyi utca                    | 7, 7A, 7T, 15, 17, 27, 27A, 27B, 27T, 27Y | |
| 6,9           | 15         | Rákosi út, Ív utca                     | 7, 7A, 7T, 15, 17, 27, 27A, 27B, 27T, 27Y | |
| 7,3           | 16         | Faller Jenő utca                       | 7, 7A, 7T, 15, 17, 27, 27B, 27T, 27Y | |
| 7,7           | 18         | Aranyhegyi Ipari Park                  | 7, 7A, 7T, 15, 17, 27, 27B, 27T, 27Y | |
| 8,2           | 20         | Híd utca, Rákosi út                    | 5Y, 7, 7A, 7T, 13, 13B, 15, 27, 27A, 27B, 27T, 27Y, 33 | Szent Mihály temető Szent Mihály-templom |
| 8,7           | 21         | Híd utca, Balfi út                     | 5B, 5Y, 7, 7A, 7T, 13, 13B, 14, 14B, 15, 15A, 27, 27A, 27B, 27T, 27Y, 33 | Soproni Szent Kereszt kápolna |
| 9,1           | 22         | Fapiac                                 | 5B, 5Y, 7, 7A, 7T, 11A, 11Y, 13, 13B, 14, 14B, 15, 15A, 27, 27A, 27B, 27T, 27Y, 33                                                                                              | Szent István park Soproni Szent István Plébánia |
| 9,5           | 23         | Győri út, Erzsébet Kórház              | 7, 7A, 7T, 11, 11B, 27, 27A, 27B, 27T | Soproni Erzsébet Oktató Kórház és Rehabilitációs Intézet Posta |
| 10,2          | 25         | Csengery utca 89.                      | 4, 5, 5A, 5T, 5Y, 7, 7A, 7T, 11, 11A, 11B, 11Y, 22, 27, 27A, 27B, 27T, 27Y, 32 Helyközi és távolsági autóbuszjáratok                                                            | Soproni Erzsébet Oktató Kórház és Rehabilitációs Intézet Posta |
| 10,3          | 26         | Csengery utca, Király Jenő utca        | 1, 2, 3Y, 4, 5, 5A, 5T, 7, 7A, 7T, 10, 10B, 10Y, 11, 11A, 11B, 11Y, 12, 12B, 22, 27, 27A, 27B, 27T, 27Y, 32 Helyközi és távolsági autóbuszjáratok                               | Sopron vasútállomás GYSEV Zrt. SPAR szupermarket |
| 10,5          | 27         | Csengery utca, nyomda                  | 1, 2, 3Y, 4, 5, 5A, 5T, 7, 7A, 7T, 10, 10B, 10Y, 11, 11A, 11B, 11Y, 12, 12B, 22, 27, 27A, 27B, 27T, 27Y, 32 Helyközi és távolsági autóbuszjáratok                               | Sopron vasútállomás GYSEV Zrt. SPAR szupermarket |
| 11,0          | 28         | GYSEV pályaudvar                       | 1, 2, 3Y, 4, 5, 5A, 5T, 7, 7A, 7T, 10, 10B, 10Y, 11, 11A, 11B, 11Y, 12, 12B, 22, 27, 27A, 27B, 27T, 27Y, 32 Helyközi és távolsági autóbuszjáratok                               | Sopron vasútállomás GYSEV Zrt. SPAR szupermarket |
| 11,2          | 30         | Mátyás király utca, Deák tér           | 1, 2, 3Y, 4, 5, 5A, 5B, 5T, 7, 7A, 7T, 10, 10B, 10Y, 11, 11A, 11B, 11Y, 12, 12B, 22, 27Y, 32                                                                                    | Liszt Ferenc Konferencia- és Kulturális Központ Soproni Petőfi Színház Posta Soproni Szent Júdás Tádé-templom SOE Lámfalussy Sándor Közgazdaságtudományi Kar Európa leghosszabb tere – Deák tér |
| 11,5          | 32         | Várkerület, Ötvös utca                 | 1, 2, 3Y, 4, 5, 5A, 5B, 5T, 7, 7A, 7T, 10, 10B, 10Y, 11, 11B, 11Y, 12, 12B, 13B, 14, 14B, 15, 15A, 27, 27A, 27B, 27T, 27Y, 32, 33                                               | Liszt Ferenc Konferencia- és Kulturális Központ Soproni Petőfi Színház Posta Soproni Szent Júdás Tádé-templom SOE Lámfalussy Sándor Közgazdaságtudományi Kar Európa leghosszabb tere – Deák tér |
| 11,8          | 34         | Várkerület, Árpád utca                 | 1, 2, 7, 7A, 7T, 10, 10B, 10Y, 27, 27A, 27B, 27T | Tűztorony Városháza Mária-szobor Szentháromság-szobor Posta Szent György-templom Scarbantia Régészeti Park                                                                                      |
| 12,2          | 36         | Várkerület, Festő köz                  | 1, 2, 3Y, 4, 5, 5A, 5B, 5T, 7, 7A, 7E, 7T, 10, 10B, 10Y, 11Y, 12, 12B, 13, 14, 14B, 27E, 32, 33                                                                                 | Tűztorony Városháza Mária-szobor Szentháromság-szobor Posta Szent György-templom Scarbantia Régészeti Park                                                                                      |
| 12,7          | 38         | Lackner Kristóf utca, autóbusz-állomás | 1, 2, 3, 3Y, 4, 5, 5A, 5B, 5T, 5Y, 7, 7A, 7T, 8, 10, 10B, 10Y, 11Y, 12, 12B, 13, 13B, 14, 14B, 15, 15A, 17, 21, 27, 27A, 27B, 27T, 32, 33 Helyközi és távolsági autóbuszjáratok | Soproni autóbusz-állomás Soproni Rendőrkapitányság Káposztás utcai Stadion INTERSPAR áruház Vásárcsarnok                                                                                        |
| 13,3          | 39         | Teleki Pál út 2.                       | 1, 2, 3Y, 5, 5A, 5B, 5Y, 7, 7A, 7T, 10, 10B, 10Y, 11Y, 12, 12B, 13, 13B, 17, 27, 27A, 27B, 27T                                                                                  | McDonald’s étterem Sopron Pláza Káposztás utcai Stadion Ibolya-tó |
| 13,8          | 40         | IV. László király utca 5.              | 3Y, 5, 5A, 5B, 7, 7A, 7T, 10, 10B, 10Y, 11, 11A, 11B, 27, 27A, 27B, 27T, 27Y | Posta Soproni Szakképzési Centrum Fáy András Két Tanítási Nyelvű Közgazdasági Technikum |
| 14,3          | 42         | Jereván lakótelep                      | 1, 2, 3Y, 5, 5A, 5Y, 7, 7T, 10, 10B, 10Y, 11, 11B, 11Y, 12, 12B, 13, 17, 27, 27A, 27B, 27T                                                                                      | Helyi buszvégállomás |